# Leucochlaena luteosignata
Leucochlaena luteosignata är en fjärilsart som beskrevs av Turati 1924. Leucochlaena luteosignata ingår i släktet Leucochlaena och familjen nattflyn. Inga underarter finns listade i Catalogue of Life.